# Eligma
Eligma é um gênero de traça pertencente à família Arctiidae.